# Muriel Dockendorff
Muriel Dockendorff Navarrete (Temuco, Chile, 2 de marzo de 1951 - detenida desaparecida, agosto de 1974) fue una estudiante de Economía de la Universidad de Concepción, militante del Movimiento de Izquierda Revolucionaria (MIR), detenida desaparecida durante la dictadura militar. Tenía 23 años cuando fue detenida. 

## Dirigenta estudiantil y detención
Realizó sus estudios secundarios en el Colegio Alemán de Temuco, el Colegio Santa Cruz y terminó sus estudios en clases vespertinas en el Liceo de Temuco. En 1970 obtuvo una beca para ir a México, pasando a los Estados Unidos y luego viaja a Colombia. Estos viajes ayudaron a su formación política. De regreso se matriculó en un principio en la Universidad en Temuco, en la Escuela de Servicio Social pero decidió no continuar la carrera y se trasladó a la Universidad de Concepción para estudiar economía. Militante del Movimiento de Izquierda Revolucionaria en la universidad fue dirigenta estudiantil.
En 1973 se casó con un compañero de universidad. El golpe militar la sorprendió en Santiago y decidió no regresar a Concepción ante el peligro que corría por su liderazgo en el movimiento estudiantil y su militancia en el MIR. Muriel se había enterado de las detenciones de sus compañeros y amigos. En junio de 1974 fue detenida junto a su marido en su casa de Marconi 280, por efectivos de seguridad de la FACH. Posteriormente fue liberada mientras su marido permanecía detenido. Su propia libertad apenas duró 20 días ya que nuevamente fue detenida, esta vez por la DINA, la Dirección de Inteligencia Nacional  el 6 de agosto de 1974 en su casa. Los agentes que la detuvieron fueron Marcia Alejandra Merino y Osvaldo Romo. Marcia Alejandra era su amiga, ambas se habían conocido en Concepción. Su madre presentó un recurso de amparo ante la Corte de Apelaciones, pero no obtuvo respuesta. Ex detenidos dieron testimonio de haber sido compañeros de detención de Muriel en los centros de detención de Cuatro Álamos y Villa Grimaldi.
En julio de 1975 se conocieron las listas de los 119 chilenos que habrían muerto en enfrentamientos en Argentina y Brasil. Se trataba de 119 chilenos acusados de haberse eliminados entre ellos. Fue una acción comunicacional de la DINA publicada en la revista argentina "LEA" y en el periódico brasileño "O'Dia". Muriel apareció en una de estas listas. El caso es conocido como Operación Colombo realizado con la intención mediática de desvirtuar la realidad de los detenidos desaparecidos en el país.  La madre de Muriel, participó en las actividades de la Agrupación de Familiares de Detenidos Desaparecidos.

## La búsqueda de Verdad y Justicia

### Informe Rettig
Familiares de Muriel presentaron su testimonio ante la Comisión Rettig, Comisión de Verdad que tuvo la misión de calificar casos de detenidos desaparecidos y ejecutados durante la dictadura. Sobre el caso de Muriel, el Informe Rettig señaló que:

“El 6 de agosto de 1974 agentes de la DINA detuvieron en su domicilio de la comuna de Las Condes a la militante del MIR María Angélica Andreoli Bravo. El mismo grupo de agentes detuvo ese mismo día, también en su domicilio, a la militante del MIR Muriel Dockendorff Navarrete.
Ambas mujeres desaparecieron en poder de la DINA, siendo vistas por numerosos testigos en el recinto de Londres N° 38. Muriel Dockendorff fue trasladada posteriormente a Cuatro Alamos, desde donde desapareció.
La Comisión está convencida de que la desaparición de ambas fue obra de agentes del Estado, quienes violaron así sus derechos humanos”.

### Proceso judicial
Tras la detención de Pinochet en Londres, junto con la interposición de las querellas contra Pinochet se activaron los juicios de derechos humanos. El caso de Muriel fue visto por el ministro en Visita Alejandro Solís. El magistrado dictó procesamiento por el secuestro calificado de Muriel Dockendorff, el 6 de diciembre del 2010, en su resolución encausó como responsables del delito a los exintegrantes de la DINA: Manuel Contreras, Miguel Krassnoff, Marcelo Moren, Gerardo Godoy, Orlando Manzo y Basclay Zapata.
El 2 de abril del 2012, el ministro Solís dictó sentencia en caso de Muriel Dockendorff, en su resolución el magistrado había determinado que fue detenida el 6 de agosto de 1974, en su domicilio, por los efectivos de la DINA Osvaldo Romo Mena y Basclay Zapata. Al ser nuevamente detenida por la DINA, Muriel Dockendorff fue conducida hasta el recinto ubicado en calle Londres n.º 38, donde fue objeto de torturas, provocándole grave daño físico, según declararon diversos testigos. El magistrado sentenció a 6 exagentes de la DINA: el ex-director, Manuel Contreras Sepúlveda, sus colaboradores, Miguel Krassnoff y Marcelo Moren Brito, a 15 años de presidio sin beneficios. Por otro lado, los exagentes Basclay Zapata, Gerardo Godoy García y Orlando Manzo Durán, condenados a 10 años de prisión. El ministro Solís determinó que Muriel fue detenida por los efectivos de la DINA, conducida hasta el recinto ubicado en calle Londres 38, donde fue objeto de torturas. Posteriormente fue llevada a Cuatro Álamos, lugar donde se pierde su rastro hasta la fecha.
El 17 de junio del 2013, en un fallo dividido (2-1), la VI Sala de la Corte de Apelaciones de Santiago confirmó las penas dictadas en primera instancia por el juez Alejandro Solís contra los agentes de la DINA involucrados en el secuestro de Muriel.
La Corte Suprema, el 22 de agosto del 2014, condenó en un fallo definitivo a los seis exagentes de la DINA a penas de prisión por el secuestro calificado de Muriel Dockendorf. El máximo tribunal, en una decisión dividida, rebajó sin embargo las penas a los procesados, acogiendo una petición de su defensa de aplicar el principio de media prescripción, sobre la base del tiempo transcurrido desde la comisión del delito. En ese contexto, el tribunal condenó a ocho años de prisión al general retirado Manuel Contreras, exjefe de la DINA, a la misma pena fueron condenados también el brigadier Miguel Krassnoff y el coronel Marcelo Moren Brito, los exagentes Basclay Zapata, Gerardo Godoy García y Orlando Manzo, este último y un coronel de Gendarmería recibieron una pena de seis años. En primera instancia, el juez Alejandro Solís había condenado por este caso a quince años de prisión a Contreras, Krassnoff y Moren Brito y a diez años y un día a los demás, penas que habían sido ratificadas por la Corte de Apelaciones de Santiago.